# Віртуальний секс
Віртуа́льний секс або вірт (англ. Virtual sex) — процес, під час якого дві або більше людини з'єднуються разом з допомогою якого-небудь комунікаційного обладнання (телефон, програма миттєвого обміну текстовими повідомленнями, програма відеозв'язку) з метою сексуального задоволення один одного за допомогою відправлення відповідних повідомлень. Це можуть бути й еротичні танці, стриптиз, і просто розмови на абстрактні теми, головне, щоб співрозмовник залишився задоволений. Цей термін описує феномен незалежно від використовуваного обладнання. Для приватних різновидів існують свої назви: «секс по телефону», «кіберсекс», «еротичний відеочат» та ін.
При виборі партнера по віртуальному сексу індивід не обмежений державними кордонами. До того ж крім державних кордонів, людина як правило не відчуває тих комплексів, які може відчувати при реальному сексі з реальним партнером. Іноді це дозволяє людині краще себе впізнати. Віртуальний секс так само часто використовується як прелюдія до реального. Віртуальний секс може бути як предметом залежності, так і терапією. Останнім часом особливо популярним стає віртуальний секс через вебкамеру на спеціальних сайтах, що дають цю технічну можливість.